# (200376) 2000 QL99
(200376) 2000 QL99 es un asteroide perteneciente al cinturón de asteroides descubierto el 28 de agosto de 2000 por el equipo del Lincoln Near-Earth Asteroid Research desde el Laboratorio Lincoln, Socorro, Nuevo México, Estados Unidos.

## Designación y nombre
Designado provisionalmente como 2000 QL99.

## Características orbitales
2000 QL99 está situado a una distancia media del Sol de 2,531 ua, pudiendo alejarse hasta 3,090 ua y acercarse hasta 1,973 ua. Su excentricidad es 0,220 y la inclinación orbital 5,508 grados. Emplea 1471,43 días en completar una órbita alrededor del Sol.

## Características físicas
La magnitud absoluta de 2000 QL99 es 16,1. 